# 전의역
전의역(Jeonui station, 全義驛)은 대한민국 세종특별자치시 전의면에 있는, 한국철도공사 경부선의 철도역이다.

## 열차 정보
주중 하루 14회, 주말 하루 13회의 무궁화호가 역에 정차한다. 무궁화호의 열차번호는 다음과 같다.
경부선: 1209, 1211, 1217, 1312, 1313, 1315, 1316
호남선: 1402, 1406
광주선: 1422
전라선: 1503, 1514
충북선: 1281, 1282

## 역 구조
2면 4선의 쌍섬식 승강장이 있는 지상역이다. 역사와 승강장은 구내 건널목으로 연결되어 있다.

### 승강장
| ↑천안                         |
| ４３ \| ２１ \|               |
| 조치원(경부선)↓/오송(충북선)↓ |

| 1 · 2 | 경부선 | 무궁화호 | 부산 · 대전 · 제천 · 동대구 · 목포 · 순천 · 광주 · 여수엑스포 방면 |
| 3 · 4 | 경부선 | 무궁화호 | 서울 · 용산 · 영등포 · 안양 · 수원 · 평택 · 천안 방면              |

## 역 주변
- 전의초등학교
- 전의중학교
- 전의면우체국
- 전의면행정복지센터
- 전의향교
- 개미고개

## 인접한 역
| 경부선                   | 경부선                   | 경부선                        |
| ------------------------ | ------------------------ | ----------------------------- |
| 천안 서울 방면           | 무궁화호 경부선          | 조치원 부산 방면              |
| 천안 서울 방면           | 무궁화호 경부선 · 충북선 | 오송 제천 방면                |
| 천안 용산 방면 용산 방면 | 무궁화호 호남선 · 전라선 | 조치원 목포 · 여수엑스포 방면 |